# Tetsuo Shima
Tetsuo Shima est un personnage de la série de manga Akira, de Katsuhiro Otomo. C'est le principal antagoniste de l'histoire, opposé à Kaneda. Néanmoins, on suit sa propre progression tout au long du manga.

## Histoire
Au départ, Tetsuo est un des camarades de Kaneda Shotaro et même un de ses meilleurs amis, avec Yamagata et Kai. Toutefois, dans la bande, Tetsuo est vu comme le petit frère, qu'il faut toujours protéger. À cause de cela, Tetsuo nourrit une certaine rancœur à l'égard de ses compagnons. Tout finit par changer quand Tetsuo est victime d'un accident provoqué par Takashi, le no 26, alors en fuite. Il est emmené par l'armée, mais parvient à s'enfuir brutalement, tuant un docteur. Il s'aperçoit alors que l'attaque de Takashi a déclenché quelque chose en lui : il est capable de télékinésie, même s'il comprend encore mal le mécanisme. Il se rend alors au repaire du Joker, le rival de Kaneda et chef de la bande des Clowns et en prend le contrôle pour se venger de ses anciens amis. La bataille finale est titanesque, Kaneda voit mourir Yamagata dans ses mains, abattu par Tetsuo, mais l'armée parvient à forcer ce dernier à le suivre.
Dans les locaux de l'armée, Tetsuo apprend l'existence d'Akira, un mutant si puissant qu'il est enfermé profondément sous la terre. Tetsuo est ensuite violemment attaqué par Takashi, Masaru, Kei (qui est sous le contrôle de Kiyoko) et Kaneda, mais il s'enfuit. Il est fermement résolu à réveiller Akira. Kaneda et le Colonel tentent de l'en empêcher, mais rien n’y fait. Finalement, ledit Colonel tente une action suicidaire en tentant d'utiliser le laser orbital SOL (soit Satellite Laser Orbital) contre les deux mutants, mais ne parvient qu'à arracher son bras droit à Tetsuo (à cause des problèmes que pose le sens de lecture, le bras manquant sera parfois le gauche).
Après l'apocalypse déclenchée par Akira dans Neo-Tokyo, on retrouve Tetsuo aux côtés de l’enfant. On apprend qu’entre temps il était soigné dans un hôpital militaire où on lui a greffé un bras bionique. Il est à la tête d’un groupe de survivants ayant proclamé le petit garçon empereur de Tokyo, territoire dévasté en proie à l’anarchie. Néanmoins, les pouvoirs de Tetsuo le mettent à mal, et il demande l'aide de Miyako pour sortir de la drogue, mais rien n'y fait. Akira parvient à le calmer, mais lorsque Tetsuo part pour détruire la Lune, ses pouvoirs se réveillent à nouveau et deviennent incontrôlables.
Kaneda qui est revenu pour en finir avec lui, le retrouve grandement affaibli. Tetsuo, son corps ne lui suffisant plus, mute pour devenir une machine organique, dont le bras droit absorbe toute énergie. Finalement, Tetsuo en vient à sacrifier son membre et utilise malgré lui cette débauche d'énergie pour faire repousser son bras. L'affrontement final qui l'oppose au Joker, à Chiyoko et à Kaneda est dantesque, mais la mort de Kaori et Akira rend Tetsuo instable, le pouvoir le dévore. Enfin, Masaru, Kiyoko et Akira détruisent le pouvoir présent en Tetsuo, l'absorbant.

## Évolution du personnage

### Livre 1,Tetsuo
Lorsque Katsuhiro Otomo décrivait ses deux héros, il affirmait que si Kaneda était ce héros idéal à qui l'on voudrait ressembler à cet âge, Tetsuo, c'est nous. Tetsuo est un personnage qui est tout d'abord asservi. Malgré ses amis, il est à part du groupe et n'est jamais vu comme autre chose que ce petit frère, à qui on doit faire attention (ce qui n'empêche pas Kaneda et les autres de tenir énormément à lui, Kaneda n'arrivera d'ailleurs pas à lui tirer dessus alors que Tetsuo, lui, est tout à fait prêt à le tuer).
Le pouvoir, que reçoit accidentellement Tetsuo de Takashi, va lui permettre de s'affranchir de ses compagnons, pour tenter de vivre sans contrainte et surtout, dans une position de dominant. Toutefois, ce pouvoir ne saurait être utilisé sans contrepartie et Tetsuo est dévoré par cette force présente en lui qu'il contrôle mal. À travers la drogue et la violence, Tetsuo va chercher à dominer ce pouvoir qui, bien qu'il lui permette tout, l'asservit d'une autre manière, mais plus surement.

### Livres 2 et 3,Akira IetAkira II
Ayant appris l'existence d'Akira, Tetsuo ira le libérer de sa prison dans le but de se mesurer à lui. Au cours de cette évasion, Tetsuo sera grièvement blessé par le tir du satellite de défense S.O.L. La blessure le laissera amputé de son bras droit, qu'il remplacera par une prothèse mécanique, mue par son pouvoir.

### Livre 4,Kei I
Une fois Néo-Tokyo détruit par Akira, Tetsuo va utiliser ses pouvoirs pour devenir le tyrannique souverain du "Grand Empire de Tôkyô". Il essaiera durant cette période d'entrer dans l'esprit d'Akira. Ayant été submergé par ce qu'il y a vu, il ira chercher conseil auprès de Lady Miyako. Sous son influence, il abandonnera l'usage des drogues qui jugulaient son pouvoir. À la suite de cela, le pouvoir de Tetsuo recommencera à grandir, ce qui le rapprochera d'Akira.

### Livre 5,Kei II
Mais à mesure que son pouvoir grandira, la santé mentale de Tetsuo ira en se dégradant. Alternant des épisodes de démence meurtrière et d'autres de retour en enfance, il finira par devenir l'esclave de son pouvoir. Son pouvoir de régénération notamment, dans une réaction à la présence du bras bio-mécanique, le fera muter en une masse de chairs ayant la forme d'un bébé gigantesque.

### Livre 6,Kaneda
Sous l'action d'une arme bactériologique employée par un commando américain, Tetsuo reprendra provisoirement forme humaine -malgré une pâleur cadavérique-, ainsi que le contrôle de lui-même. Mais le pouvoir finira par avoir le dessus, et c'est sous sa forme monstrueuse qu'il mènera un assaut contre le temple de Lady Miyako.
Touché à nouveau par le tir de S.O.L., il sera cette fois en mesure d'en absorber l'énergie et de commencer une dernière mutation, devenant une réplique imparfaite de la sphère de lumière d'Akira, détruisant les restes de Néo-Tokyo. Finalement, il sera emporté hors de ce monde grâce au pouvoir d'Akira, réveillé par Kiyoko et Masaru.
C'est sous la forme d'une image fantomatique conduisant aux côtés de Kanéda qu'il apparait pour la dernière fois dans le Manga.

## Description

### Personnalité
Tetsuo est au début du manga un adolescent timoré. L'apparition de ses pouvoirs lui permettra de se libérer de ses frustrations, et il les utilisera pour devenir un tyran.
Étant l'un des membres les plus jeunes d'un groupe de moto dirigé par son meilleur ami, Shotaro Kaneda, il a d'abord eu des problèmes d'être considéré comme plus qu'un membre « junior » inexpérimenté, faible et introverti. Ses opinions et ses intentions mal dirigées mènent constamment à des conflits avec tous les autres personnages et il est têtu et naïf sur les conséquences de ses actes.
Tout au long de l'histoire, il reflète plus ouvertement le sentiment d'être dominé par les autres et commence à présenter un complexe d'infériorité.  Ce n'est que quand il est blessé et plus tard incarcéré par le gouvernement qu'il est laissé impuissant et seul et commence à prendre une attitude corrompue et arrogante, absorbée par ses nouveaux pouvoirs en conséquence.

### Pouvoirs
Tetsuo possède une impressionnante palette de pouvoirs, bien qu'il n'arrive jamais à la cheville d'Akira. Il possède ainsi de grandes capacités de psychokinèse, de régénération, de télépathie et de téléportation. L'existence de pouvoirs en si grand nombre chez un individu est rare. Qu'il arrive à tous les maîtriser est exceptionnel.

## Anecdotes
- Un personnage du jeu vidéo The King of Fighters '2001 nommé K9999 est la copie conforme de Tetsuo, il est même nommé ainsi par la plupart des fans plutôt que par son nom. D'ailleurs la voix de K9999 est celle de Nozomu Sasaki.
- Dans l'épisode de South Park, Le Super-Classeur, Cartman mute pour devenir une immense créature, tout comme Tetsuo dans la fin d'Akira.
- La mutation progressive de Gaara dans Naruto est de l'aveu de l'auteur, un clin d'œil à Tetsuo.
- De même, mais en sens inverse, la cape rouge de Tetsuo est un clin d'œil à Superman.
- Le nom du personnage vient du manga Tetsujin 28go de Mitsuteru Yokoyama
- Un film intitulé Tetsuo: The Iron Man, sorti un an après le film Akira, montre des gens se transformant en monstres en fusionnant avec des objets métalliques (à la manière de Tetsuo lorsque celui-ci assemble un bras à partir de débris d'objets autour de lui).